# Nooit meer slapen (radioprogramma)
Nooit meer slapen is een cultuurprogramma van de VPRO op Radio 1. Het bestaat sinds januari 2014 en is de opvolger van het programma De Avonden.

## Aard van het programma
Nooit meer slapen wordt vijfmaal per week uitgezonden van middernacht tot 1.00 uur op Radio 1, direct na Met het Oog op Morgen. De eerste uitzending van de week is in de nacht van maandag op dinsdag, de laatste in de nacht van vrijdag op zaterdag. Na de uitzending komt het programma ook beschikbaar als podcast. 
De eerste uitzending van Nooit meer slapen was op 6 januari 2014. Het programma duurde twee uur.
Op dinsdag tot en met vrijdag werd Nooit meer slapen aanvankelijk door Pieter van der Wielen gepresenteerd; vanaf 1 februari 2019 presenteerde Liesbeth Staats zaterdags (voorheen Ester Naomi Perquin en Elfie Tromp).
Vanaf 1 januari 2020 werd het programma met een uur ingekort, en zenden ze slechts uit van 00:00 tot 01:00. Op de overige uren kwam het nieuwe AVROTROS-programma Miss Podcast te zitten. Sinds 2021 presenteert Lotje IJzermans op zaterdag. Sinds 1 september 2022 presenteert Femke van der Laan op dinsdag t/m vrijdag, als opvolger van Pieter van der Wielen.